# ژرژ کروزیه
ژرژ کروزیه (فرانسوی: Georges Crozier‎؛ ۱۸۸۲ – ۱۹۴۴) بازیکن فوتبال اهل فرانسه بود.
از باشگاه‌هایی که در آن بازی کرده‌است می‌توان به باشگاه فوتبال فولام اشاره کرد.
وی همچنین در تیم ملی فوتبال فرانسه بازی کرده‌است.